# Jan Smoła

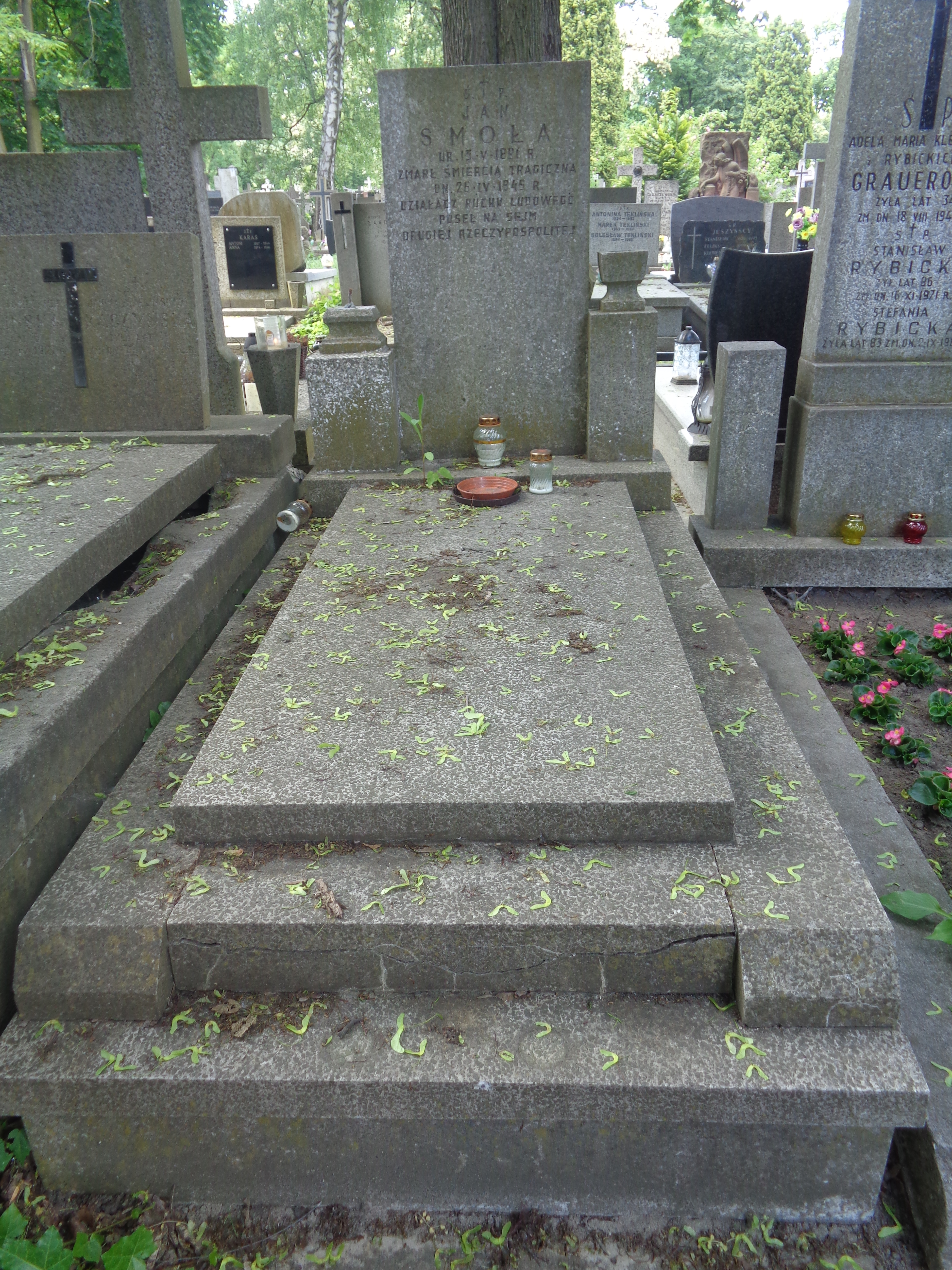
Grób Jana Smoły na Cmentarzu Bródnowskim

Jan Smoła (ur. 10 maja 1889 w Winiarach, zm. 25 kwietnia 1945 w Warszawie) – polski działacz ruchu ludowego, publicysta, poseł na Sejm.
Urodził się w rodzinie chłopskiej. Po ukończeniu szkoły i rocznego kursu rolniczego w Pszczelinie został w 1912 instruktorem kółek rolniczych, a w 1915 między innymi korespondentem pisma „Zaranie”. Od 1918 działał w Polskim Stronnictwie Ludowym „Wyzwolenie” i był uważany za czołowego antyklerykała tej partii. W artykule Wy nie cofniecie życia dni krytykował panów i księży za nieakceptowanie przebudzenia ludu oraz za obrzucanie działaczy ludowych wyzwiskami, typu: rozbijacze jedności narodowej i bezbożni bolszewicy.  W 1930 był dwukrotnie aresztowany, między innymi za protest przeciwko nadużyciom wyborczym Sanacji. Następnie działał w Stronnictwie Ludowym, z którego wystąpił w 1935. Po nieudanej próbie reaktywowania PSL „Wyzwolenie” nie odgrywał już większej roli w życiu politycznym wsi.

## Publikacje
- Do was bracia chłopi - wersja cyfrowa na Polona.pl
- O partiach politycznych - wersja cyfrowa na Polona.pl